# Idaea pseliota
Idaea pseliota là một loài bướm đêm trong họ Geometridae.